# Why Not? (album 1984)
Why Not? – album zespołu 1984 wydany w 2011 roku nakładem wydawnictwa Pasażer.
Materiał został nagrany wiosną 1987 i wydany tego samego roku własnym sumptem na kasecie magnetofonowej. Pierwsze oficjalne wydanie ukazało się w roku 2011 na winylu. Utwory bonusowe zostały nagrane zimą 1986. Autorem muzyki i słów jest Piotr Liszcz.

## Lista utworów
Źródło:.
Strona A
1. „Sztuczne oddychanie”
2. „Dla piękna idealizmu”
3. „Na mapach parkietów”
4. „Ferma hodowlana”
5. „Wstajemy na raz, śpiewamy na dwa”
6. „Święto urodzaju”

Strona B
1. „Radio niebieskie oczy Heleny”
2. „Zaśpiewaj wojowniku”
3. „Kawiarnia pod siekierą (zapraszamy was do tańca)”

bonus
1. „Pod szkłem”
2. „Pierwszy front”
3. „Niech płoną sny”
4. „Komisariat”

## Twórcy
Źródło:.
- Piotr Liszcz – gitara, śpiew
- Paweł Tauter – śpiew
- Wojciech Trześniowski – gitara basowa
- Dariusz Marszałek – perkusja (1–9)
- Janusz Gajewski – perkusja (10–13)